# Handlungsbuch

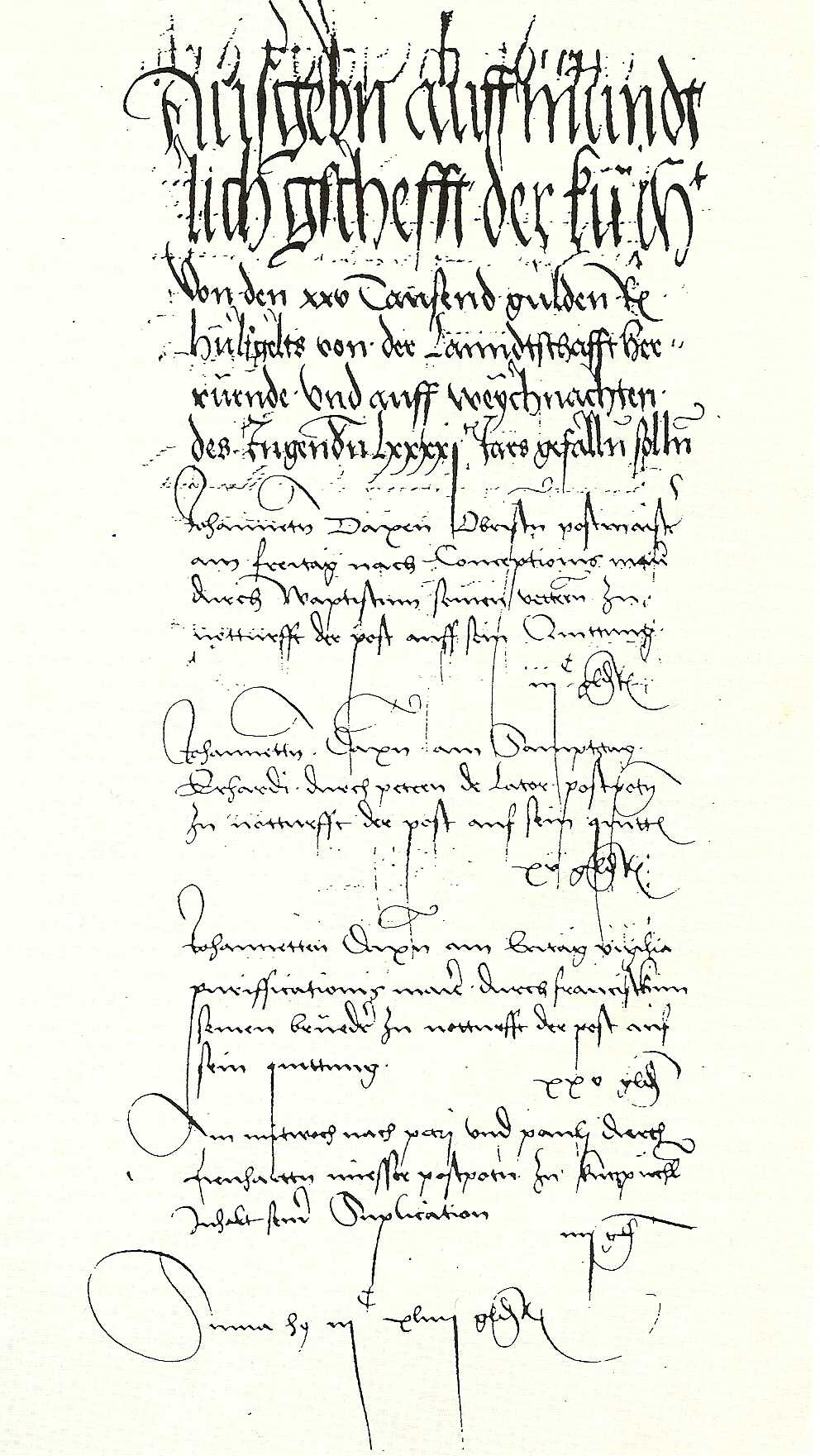
Innsbrucker Kammerraitbuch von 1489/90 mit ausgabenseitigen Aufzeichnungen

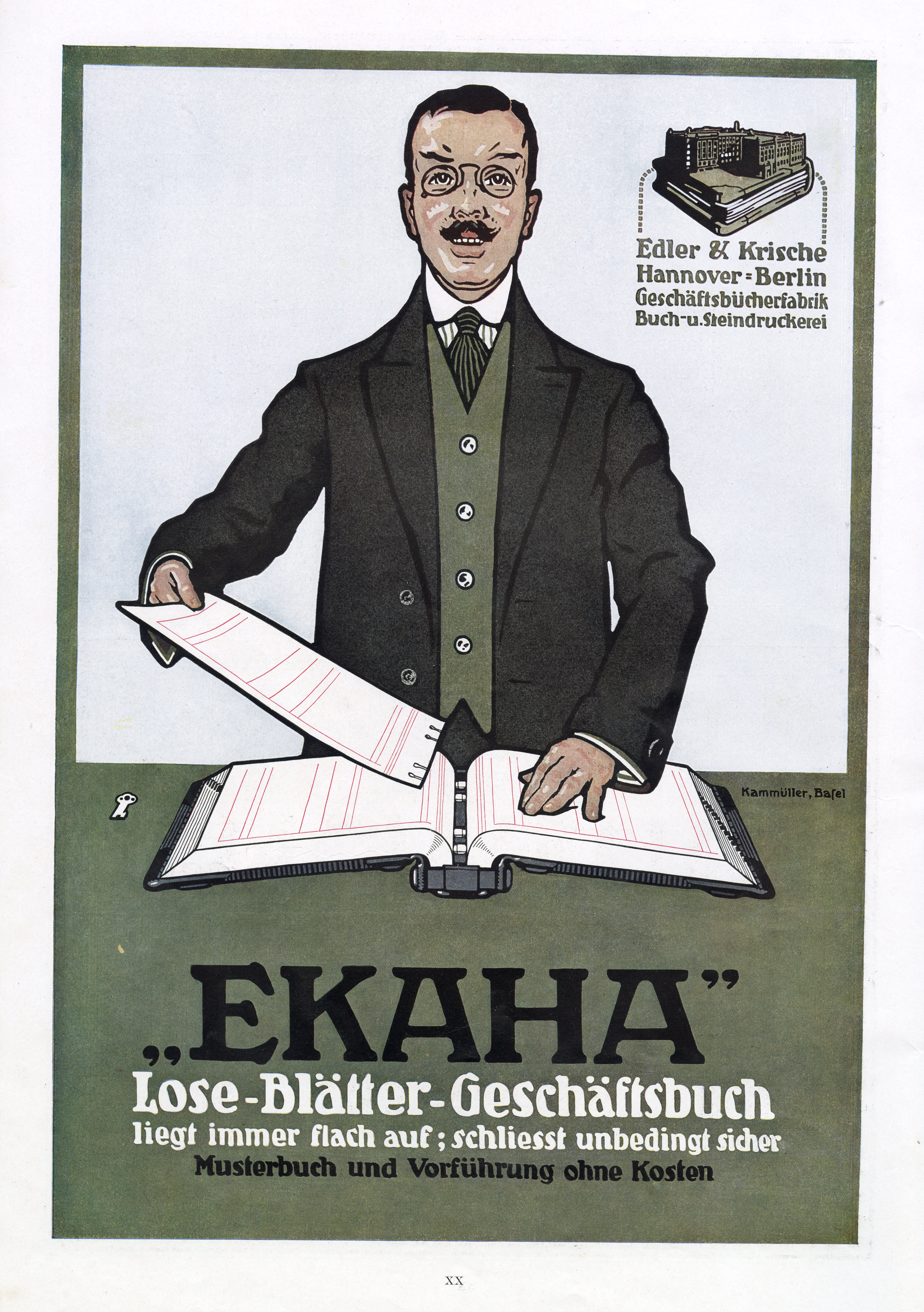
Auf das wesentliche reduzierte Darstellung zur Handhabung eines „Lose-Blätter-Geschäftsbuch[es]“ durch einen „Beamten“ (Angestellten) der Geschäftsbücherfabrik Edler & Krische;
plakative Illustration von Paul Kammüller; Illustrirte Zeitung, 1911

Das Handlungsbuch oder Rechnungsbuch (auch Raitbuch) ist ein internes Verzeichnis der Geschäftsgebarung eines Unternehmers, einer weltlichen Herrschaftsorganisation (wie Landesfürstentum oder Kommune) oder einer geistlichen Institution (wie Klöster, Hochstifte und Pfarrkirchen).
Die Handlungs- und Rechnungsbücher zählen aufgrund ihrer oftmals detaillierten Sachangaben zu den wichtigsten sozial- und wirtschaftsgeschichtlichen Quellen überhaupt.

## Geschichte
Die ersten nachweisbaren Handlungsbücher aus dem weltlichen Bereich sind diejenigen italienischer Kaufleute wie u. a. die von Giacomo Badoer im 15. Jahrhundert. Über fünfhundert Rechnungsbücher aus der Firma von Francesco Datini haben sich in Prato erhalten. Auch zu den Medici-Unternehmen in Florenz beziehungsweise den Unternehmen in Genua und Venedig haben diese sich erhalten. In diesen Verzeichnissen sind nicht nur die Arten der Geschäfte und deren Umfang verzeichnet. Dabei werden Konten der Einnahmen- und Ausgabenseite aufgeführt. Sie geben auch Auskunft über die wirtschaftsstrategischen und politischen Zielvorstellungen der Unternehmen, wie auch ihre Verbindungen in die Politik. Sie geben Einblick in die innere Struktur eines solchen Unternehmens des Mittelalters und der Frühen Neuzeit wie auch die beteiligten Gesellschafter und deren Anteile an dem Unternehmen. Bei großen Frachten finden sich auch Geschäfte mit Versicherungen. Diese Handlungsbücher sind die Ahnen der Doppelten Buchführung, wie sie sich bis heute erhalten hat.
Handlungsbücher sind auch von Unternehmen außerhalb Italiens erhalten geblieben, darunter auch deutsche Handlungsbücher des späten Mittelalters und der Frühen Neuzeit. Dabei dürfte unbestritten sein, dass die Entwicklung dieser Handlungsbücher, die zugleich Rechnungsbücher sind, unterschiedlich erfolgte. Das älteste erhaltene deutsche Geschäftsbuch stammt von der Nürnberger Patrizierfamilie Holzschuher und ist aus den Jahren 1304 bis 1307. Viele der frühen deutschen Handlungsbücher sind als Beweismittel in Gerichtsakten oder fragmentarisch als Einbandmakulatur überliefert.
Zahlreiche, meist noch frühere Rechnungsbücher sind aus dem kirchlichen und landesherrlichen Bereich überliefert. Unter ihnen ragen aufgrund ihrer Überlieferungsdichte und guten Erhaltung die sogenannten Raitbücher aus der Kanzlei der Grafen von Tirol des späten 13. und frühen 14. Jahrhunderts hervor.